# إثارة نفسية

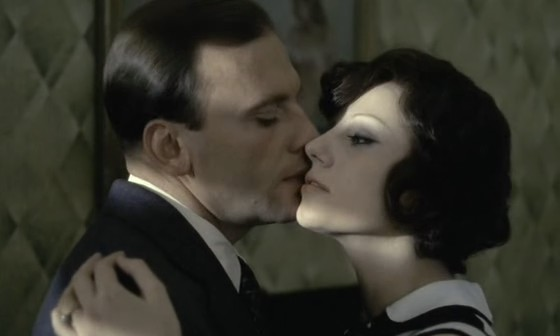

الإثارة النفسية هي قصة إثارة تركز بشكل كبير على الحالة النفسية والعاطفية غير المستقرة للشخصيات. وتصنف عادة مع أدب الإثارة، ذات طوابع متشابهة مع الأدب البوليسي والقوطي في بعض المواضيع: فقدان الإحساس بالواقع، الغموض الأخلاقي، والعلاقات المعذبة والمعقدة بين الشخصيات الوسواسية والمريضة. تحتوي الإثارة النفسية غالباً على بعض العناصر من الغموض والدراما والرعب وبالأخص الرعب النفسي.

## الموضوعات
ظهرت العديد من مواد الاثارة النفسية على مدى السنوات الماضية، في مختلف وسائل الاعلام (الأفلام، الادب، الإذاعة، الخ.). على الرغم من الاختلاف في طريقة التقديم، إلا ان موضوعات عامة ظهرت من خلال السرديات المختلفة. من هذه الموضوعات المتسقة:
- الواقع
- إدراك حسي
- العقل
- الوجود/الغاية
- الهوية
- الموت

## أمثلة
- ألفريد هتشكوك
- دارين أرنوفسكي
- ديفيد فينشر
- كريستوفر نولان
- إم. نايت شيامالان
- مارتن سكورسيزي
- داريو أرجنتو

### العاب فيديو
- آلن ويك
- هيفي رين

### أفلام سينمائية
- سايكو
- نادي القتال
- الحاسة السادسة
- البجعة السوداء
- جزيرة شاتر
- نهر غامض

### في التلفزيون
- ديكستر
- هانيبال
- وحش
- مفكرة الموت

### في الادب
- ستيفن كينغ
- إميل زولا
- باتريشا هايسميث
- هنري جيمس